# Gouvernement Vennola II
République de Finlande
Erich Cajander I 
Le gouvernement Vennola II est le 7e gouvernement de la République de Finlande, qui a siégé 420 jours du 9 avril 1921 au 2 juin 1922.

## Composition
| Ministre                                                      | Période                               | Parti | Parti |
| ------------------------------------------------------------- | ------------------------------------- | ----- | ----- |
| Premier ministre Juho Vennola                                 | 9.4.1921–2.6.1922                     |       | EP    |
| Ministre des Affaires étrangères Rudolf Holsti                | 9.4.1921–20.5.1922                    |       | EP    |
| Ministre de la Justice Heimo Helminen Albert von Hellens      | 9.4.1921–24.2.1922 24.2.1922–2.6.1922 |       | EP    |
| Ministre de l'Intérieur Heikki Ritavuori Heimo Helminen       | 9.4.1921–14.2.1922 24.2.1922–2.6.1922 |       | EP    |
| Ministre de la Guerre Onni Hämäläinen Bruno Jalander          | 9.4.1921–3.9.1921 3.9.1921–2.6.1922   |       | Ind.  |
| Ministre des Finances Risto Ryti                              | 9.4.1921–2.6.1922                     |       | EP    |
| Ministère de l'Église et de l'Éducation Niilo Liakka          | 9.4.1921–2.6.1922                     |       | ML    |
| Ministre de l'Agriculture Kyösti Kallio                       | 9.4.1921–2.6.1922                     |       | ML    |
| Vice-ministre de l'Agriculture Juho Niukkanen                 | 9.4.1921–2.6.1922                     |       | ML    |
| Ministre des Transports et des Travaux publics Erkki Pullinen | 9.4.1921–2.6.1922                     |       | EP    |
| Ministère du commerce et de l'industrie Erkki Makkonen        | 9.4.1921–2.6.1922                     |       | EP    |
| Ministre des Affaires sociales Vilkku Joukahainen             | 9.4.1921–2.6.1922                     |       | ML    |